# Ђоја Тауро
Ђоја Тауро (итал. Gioia Tauro) је насеље у Италији у округу Ређо ди Калабрија, региону Калабрија.
Према процени из 2011. у насељу је живело 18769 становника. Насеље се налази на надморској висини од 37 м.

## Становништво
| 1951.  | 1961.  | 1971.  | 1981.  | 1991.  | 2001.  | 2011.  |
| ------ | ------ | ------ | ------ | ------ | ------ | ------ |
| 13.894 | 13.912 | 15.016 | 17.488 | 18.484 | 17.762 | 19.063 |